# Ammassalik Fjord
Ammassalik Fjord (grønlansk: Ammassaliip Kangertiva) er en fjord i kommunen Sermersooq i det sydøstlige Grønland. Sammen med floderne Sermiligaaq og Sermilik er det en af de tre vigtigste fjorde i Tasiilaq-regionen i Østgrønland . 
Der er tre bygder i nærheden af fjorden. Den eneste bygd på fastlandet er Kuummiit, der ligger på den centrale fjords østkyst, beliggende på spidsen af en delvis iset halvø. Ammassalik-øgruppens hovedbebyggelse er byen Tasiilaq, der ligger på Ammassalik Ø, nær udmundingen af bifloden Tasiilaq Fjord (dansk: Kong Oscars Havn), lige syd for mundingen af Ammassalik Fjord. Længere mod sydøst indtager bygden Kulusuk den nordlige kyst af Kulusuk-øen

## Geografi
Fjorden strækker sig fra øst til vest over en længde på ca. 42 km. Den grænser op til den østlige del af Ammassalik Ø. Dens munding er placeret på de geografiske koordinater 65 ° 33 'N, 37 ° 22' V. Fjorden har en mindste dybde på ca. 60  m ved mundingen og dybder på mere end 100 m i midten. Kysterne i den nordlige del adskiller halvøerne på det grønlandske fastland, adskiller den sydlige, gradvist bredere halvdel af fjorden den store Ammassalik-ø i vest fra øerne i det eponyme Ammassalik-øhav i øst og sydøst, inklusive den største, Apusiaajik Ø.
Fjorden er forbundet af smalle vandveje med andre vandområder i regionen. Ikaasartivaq-strædet, der adskiller Ammassalik Ø fra fastlandet, forbinder fjorden med den bredere Sermilik-fjord i vest, mens Torsuut Tunoq-sundet og Ikaasaartik-strædet forbinder fjorden med Nordatlanten.
65°50′00″N 37°03′00″V / 65.8333°N 37.05°V